# CHiPs (Film)
CHiPS (Untertitel: Chip Happens) ist eine US-amerikanische Filmkomödie von und mit Dax Shepard aus dem Jahr 2017. Der Film basiert auf der von 1977 bis 1983 ausgestrahlten Fernsehserie CHiPs. Neben Shepard übernimmt Michael Peña die zweite Hauptrolle.

## Handlung
Der ehemalige Motocross-Champion Jon Baker und seine ignorante Frau sind geschieden. Während sie sich jetzt ungeniert mit neuen Lovern in ihrer früheren gemeinsamen Luxusvilla in Los Angeles vergnügt, muss Jon sich mit einem Schlafplatz im Gästehaus des Anwesens begnügen. Durch unzählige Operationen nach Stürzen in Wettkämpfen leidet er unter diversen Schmerzen, schluckt haufenweise Pillen und ist psychisch nicht ganz auf der Höhe. Sein linker Oberarmknochen wurde durch eine Metallprothese ersetzt. Baker bewirbt sich bei der California Highway Patrol.
FBI-Agent Castillo lebt in Miami Florida. Er ist als Undercover-Agent Fahrer des Fluchtfahrzeugs für eine Bankräuber-Bande. Bei einem Coup sorgt er dafür, dass der Mörder seines Partners festgenommen wird. Dabei schießt er seinen Kollegen Clay Allen versehentlich an. Nach diesem Vorfall wird er unter dem Decknamen Frank „Ponch“ Poncherello zu einer internen Ermittlung gegen fünf korrupte Cops nach Los Angeles geschickt, um dort wieder undercover, diesmal als Highway Patrol Cop zu ermitteln. Sein Chef wird ausgerechnet Clay Allen.
Baker wird trotz seiner diversen psychischen Macken und körperlichen Probleme als Motorradpolizist auf Probe eingestellt und soll sich durch großen Einsatzwillen auszeichnen, damit er auch Polizist bleibt.
Der Polizei-Lieutenant Vic Brown überfällt mit seinen Komplizen einen Geldtransporter auf dem Highway, bei dem sie auch Motorräder einsetzen. Dabei wird offenbar, dass der Fahrer des Transporters mit Brown unter einer Decke steckt. Schließlich trifft auch ein Polizeihubschrauber ein. Einer der Piloten ist ebenfalls mit Brown an diversen Verbrechen beteiligt. Brown wirft den beiden während des laufenden Überfalls vor, Geld unterschlagen zu haben, und stellt den Piloten vor die Wahl, ob er sterben will oder sein Kumpan, der Transporter-Fahrer, umgebracht werden soll. Daraufhin nimmt sich der Pilot durch einen Sprung aus dem Hubschrauber das Leben.
Baker entwickelt einen übertriebenen Eifer, um seine Probezeit zu bestehen, den Ponch kaum eindämmen kann. Anfangs versucht Ponch seinen Partner aus den internen Ermittlungen herauszuhalten, was aber bald nicht mehr möglich ist. Sie werden zu einem weiteren Überfall auf einen Geldtransporter gerufen und verfolgen die beiden Motorräder, die ihnen aber entkommen. Bei den Ermittlungen stoßen sie darauf, dass der tote Hubschrauberpilot mit den Geldtransporterüberfällen zu tun haben musste, und entdecken eine Spur zu Lt. Vic Brown. Browns Sohn, der ebenfalls Profi-Crosser war, nimmt unter der Führung seines Vaters an den Raubzügen teil.
Baker und Ponch organisieren sich schnellere Motorräder und beobachten Browns Haus. Dabei geraten sie in die laufenden Ermittlungen von Ponchs Chef Allen. Sie versuchen den Lieutenant und seinen Sohn festzunehmen, aber beide Gangster entkommen. Nach einer wilden Verfolgungsjagd wird einer der Gangster auf seinem Motorrad durch ein quer über die Fahrbahn gespanntes Drahtseil geköpft. Der Tote entpuppt sich als Sohn von Brown, den Baker aus seiner Vergangenheit kannte. Jon Baker erleidet einen schweren Unfall, der ihm einen Krankenhausaufenthalt beschert. Brown, dessen Neffe und einige Komplizen entkommen. Nach diesem Fehlschlag wird Ponch von seinem FBI-Boss gefeuert. Später wird er als Highway-Patrol-Cop vereidigt.
Brown entführt Bakers Ex-Frau und hält sie auf einem großen Anwesen gefangen. Dort kommt es dann zum Showdown zwischen Brown, seinen Leuten und den beiden Highway-Patrol-Polizisten, bei dem Ponch einige Finger seiner rechten Hand verliert und Baker in den Arm mit dem Metallknochen getroffen wird, wobei ein Querschläger zufälligerweise den Bösewicht Brown tötet.
Danach bleibt Ponch als Highway-Patrol-Cop in Los Angeles, und zusammen mit Baker fährt er Streife.

## Hintergrund
Der Film feierte seine Premiere am 20. März 2017 in Hollywood im TCL Chinese Theatre. In Deutschland kam er am 20. April 2017 in die Kinos.
Am Ende des Films ist der Darsteller Erik Estrada aus der Original-TV-Serie CHiPs als Sanitäter zu sehen.

## Kritik
Der Film erhielt von Kritikern eher negative Bewertungen. Auf der Website Rotten Tomatoes hält er derzeit einen Anteil 19 % positiver Kritiken bei einer eine Durchschnittswertung von 3,7/10, basierend auf 112 gewerteten Kritiken.